# Liga de Rusia de waterpolo femenino
La Liga de Rusia de waterpolo femenino es la competición más importante de waterpolo femenino entre clubes rusos. El campeonato se empezó a jugar en 1993, tras la desaparición de la Unión Soviética.

## Historial
Este es el historial de los clubes vencedores de la liga:
- 2010:	Kinef Kirishi
- 2009:	Kinef Kirishi
- 2008:	Kinef Kirishi
- 2007:	Kinef Kirishi
- 2006:	Kinef Kirishi
- 2005:	Kinef Kirishi
- 2004:	Kinef Kirishi
- 2003:	Kinef Kirishi
- 2002:	Uralochka Zlatoust
- 2001: Uralochka Zlatoust
- 2000: Uralochka Zlatoust
- 1999: Uralochka Zlatoust
- 1998: Skif MFP Moscú
- 1997: Skif MFP Moscú
- 1996: Skif MFP Moscú
- 1995: Skif MFP Moscú
- 1994: Skif MFP Moscú
- 1993: Skif MFP Moscú